# Schloss Bouteville

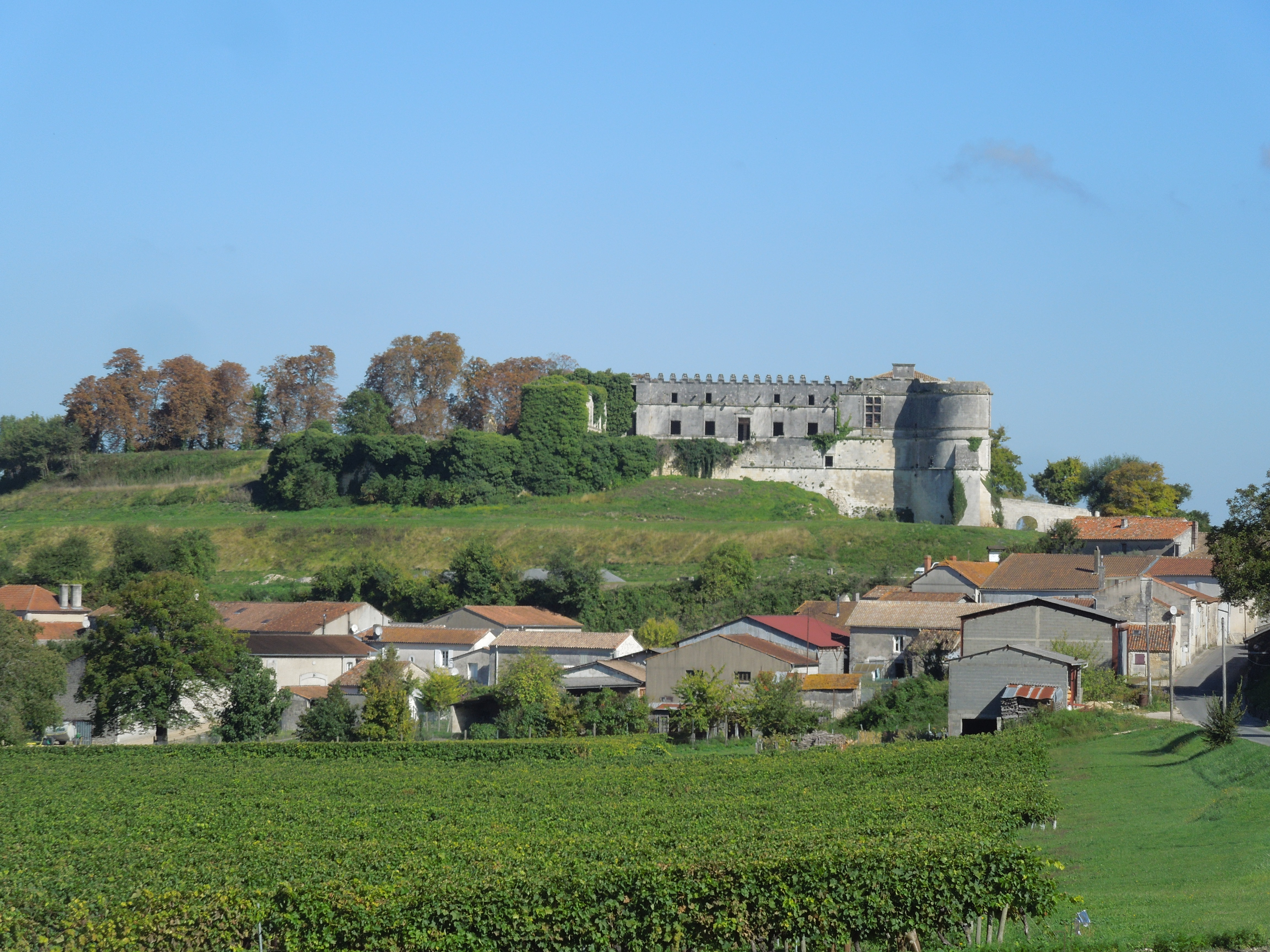
Bouteville und das Château de Bouteville

Das Schloss Bouteville (frz. Château de Bouteville) ist eine Schlossruine im französischen Ort Bouteville im Département Charente in der Region Nouvelle-Aquitaine. Es geht zurück auf eine gegen die Normannen errichtete Burg, die nach mehrfachen Zerstörungen und Wiederaufbauten seit der Französischen Revolution weitgehend dem Verfall preisgegeben ist. Die Anlage steht auf einem Hügel in der Nähe der bereits zur Zeit der Römer bestehenden Straße von Saintes nach Périgueux, von dem aus die Stadtmauern von Angoulême zu sehen waren. Seit Februar 1984 steht sie als Monument historique unter Denkmalschutz.

## Geschichte
Eine erste primitive Burg wurde zur Zeit der Normanneneinfälle von den Grafen von Angoulême auf den Resten einer gallorömischen Villa errichtet.
Einige Jahre nach dem Ende der normannischen Invasionen kamen Burg und Herrschaft Bouteville in den Besitz von Maynard le Riche („dem Reichen“), Seigneur d’Archiac. Über dessen Tochter Pétronille und deren Heirat kam sie aber wieder zurück in den Besitz der Grafen von Angoulême, die dort eine ihrer bevorzugten Residenzen hatten. Am 16. November 1140 starb dort Graf Vulgrin II. Mit der Grafschaft Angoulême kam auch die Burg Bouteville in den Besitz des Hauses Lusignan, ehe sie 1308 an die französische Krone ging.
Weitere Besitzer von Bouteville waren Königin Johanna II. von Navarra und Aimery III. de La Rochefoucauld, der Bouteville von Jean de Valois, duc de Berry als Belohnung für seine Dienste im Kampf gegen die Engländer erhielt.
Während des Hundertjährigen Kriegs war die Burg Bouteville ab 1360 von den Engländern besetzt, die hier eine Garnison unterhielten. Erst 1392 konnten die Franzosen die Burg als Ruine wieder endgültig an sich bringen.
1400 war Bouteville Teil der Apanage, die Louis de Valois als neuer Graf von Angoulême erhielt. Dessen Sohn Jean begann nach seiner Freilassung aus englischer Gefangenschaft 1444 mit dem Wiederaufbau der Burg. Sein Sohn Charles d’Orléans und dessen Ehefrau Luise von Savoyen bewohnten häufig die Anlage.
Nach dem Tod Luises von Savoyen 1531 wurde Bouteville an Claude de Montmorency, Seigneur de Fosseux, verkauft, um die Staatskasse in den Kriegen gegen Kaiser Karl V. zu entlasten. Sein Sohn François I. de Montmorency nahm hier seinen Wohnsitz. Seine Nachkommen führten noch lange den Titel Bouteville, obwohl sich die Burgherrschaft nicht mehr in ihren Händen befand, sondern seit 1559 im Besitz Galeazzo Pico della Mirandolas, der Bouteville für seine Dienste in der französischen Armee erhielt. Ende des Jahrhunderts lag die Burg in Trümmern. König Heinrich IV. befahl den Verkauf Boutevilles, das von Bernard de Béon, seigneur du Massès, Ehemann von Louise, Gräfin von Brienne, erworben wurde. Er begann mit Wiederherstellungsarbeiten, die seine Witwe 1624 fortführte, aber bezüglich der Innendekorationen nicht zum Abschluss brachte. Die Familie Béon hielt Bouteville mehr als ein Jahrhundert, verkaufte es 1726 dann aber an Henri de Bruzac-Hautefort, Major de Leibgarde des Königs, der bis 1736 ebenfalls Umbauten vornehmen ließ.
1788 kam Bouteville in sehr schlechtem Zustand in den Besitz Karls X., damaliger Graf von Artois. Als er nach Ausbruch der Französischen Revolution das Land verließ, wurde das Schloss beschlagnahmt und 1804 an den ortsansässigen Händler Antoine Marcombe verkauft, der bald danach mit Abrissarbeiten begann. Seine Familie besaß das Gelände noch bis in das 20. Jahrhundert. Seit 1994 ist die Gemeinde Bouteville Eigentümerin der Gebäude und bemüht sich um deren Erhaltung.

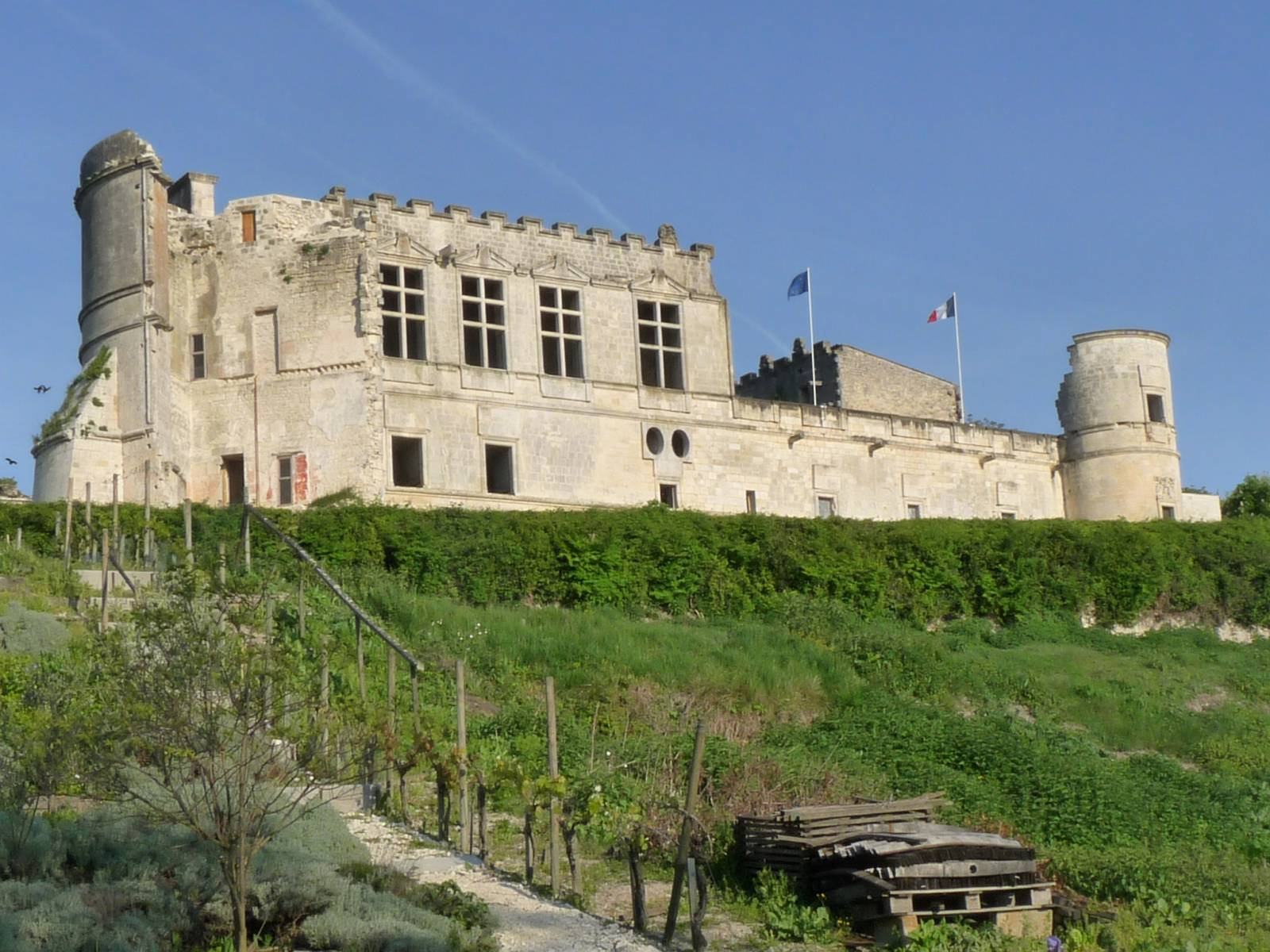
Ostansicht
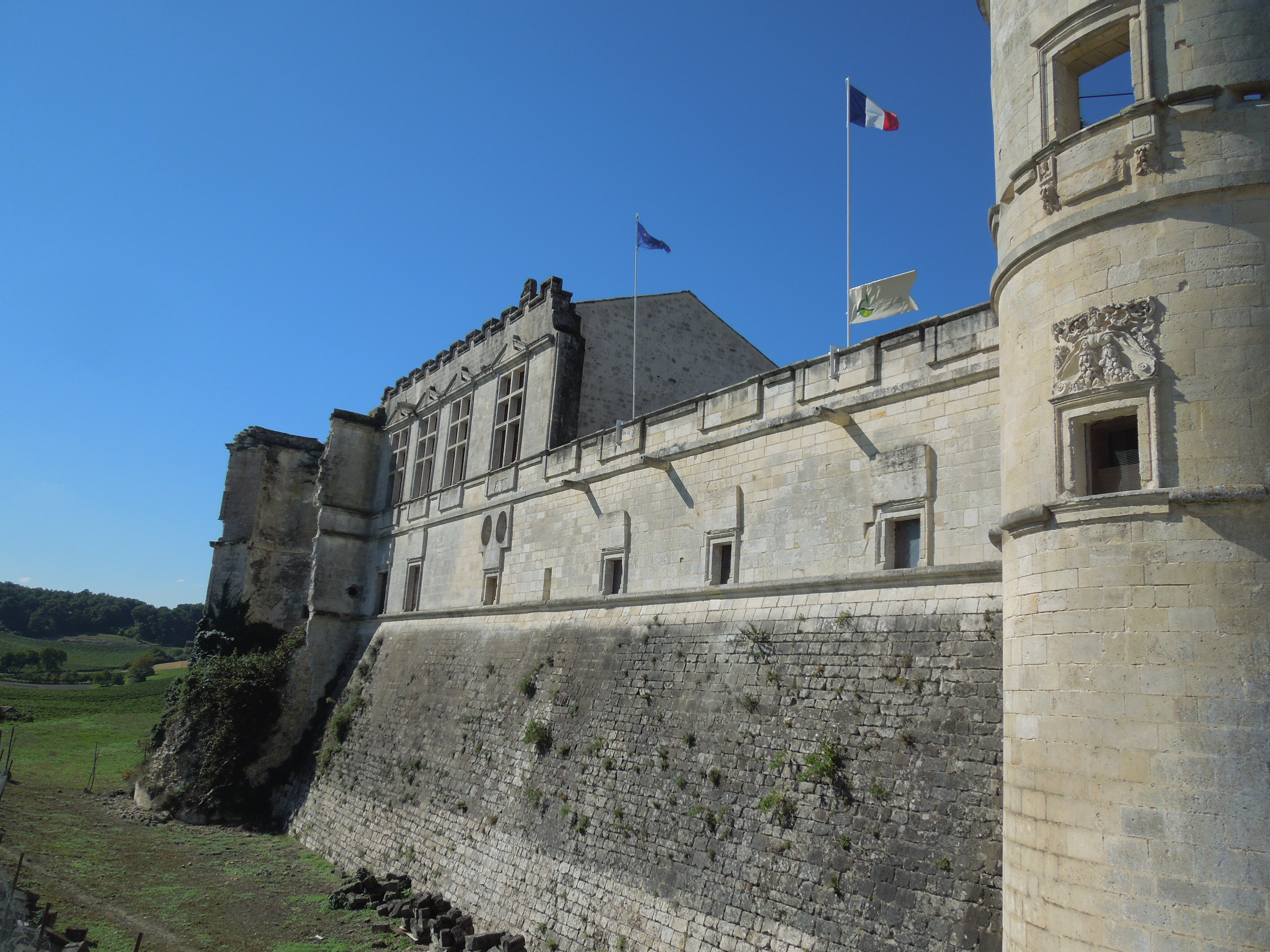
Ostfassade
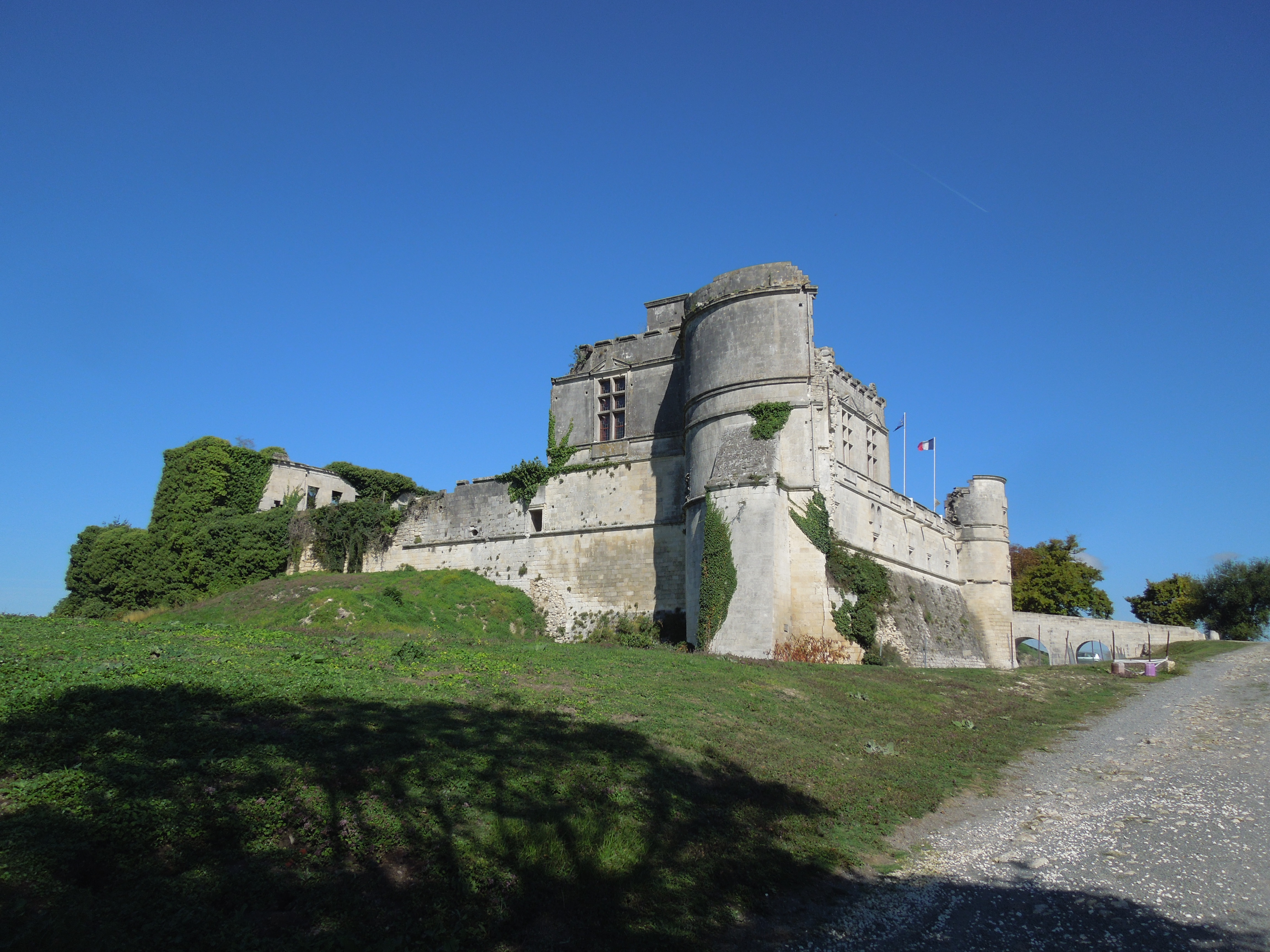
Blick von Südosten
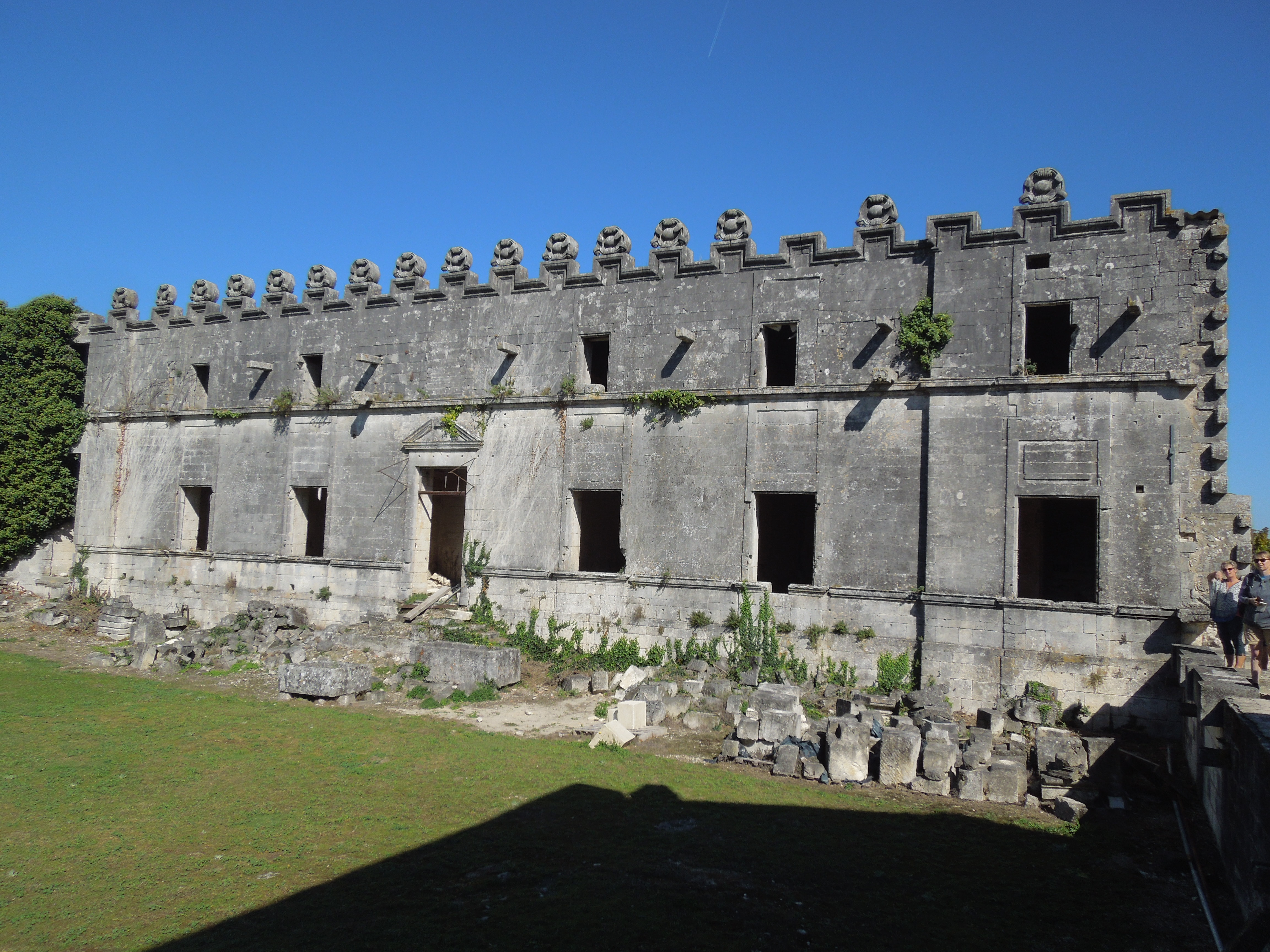
Nordflügel
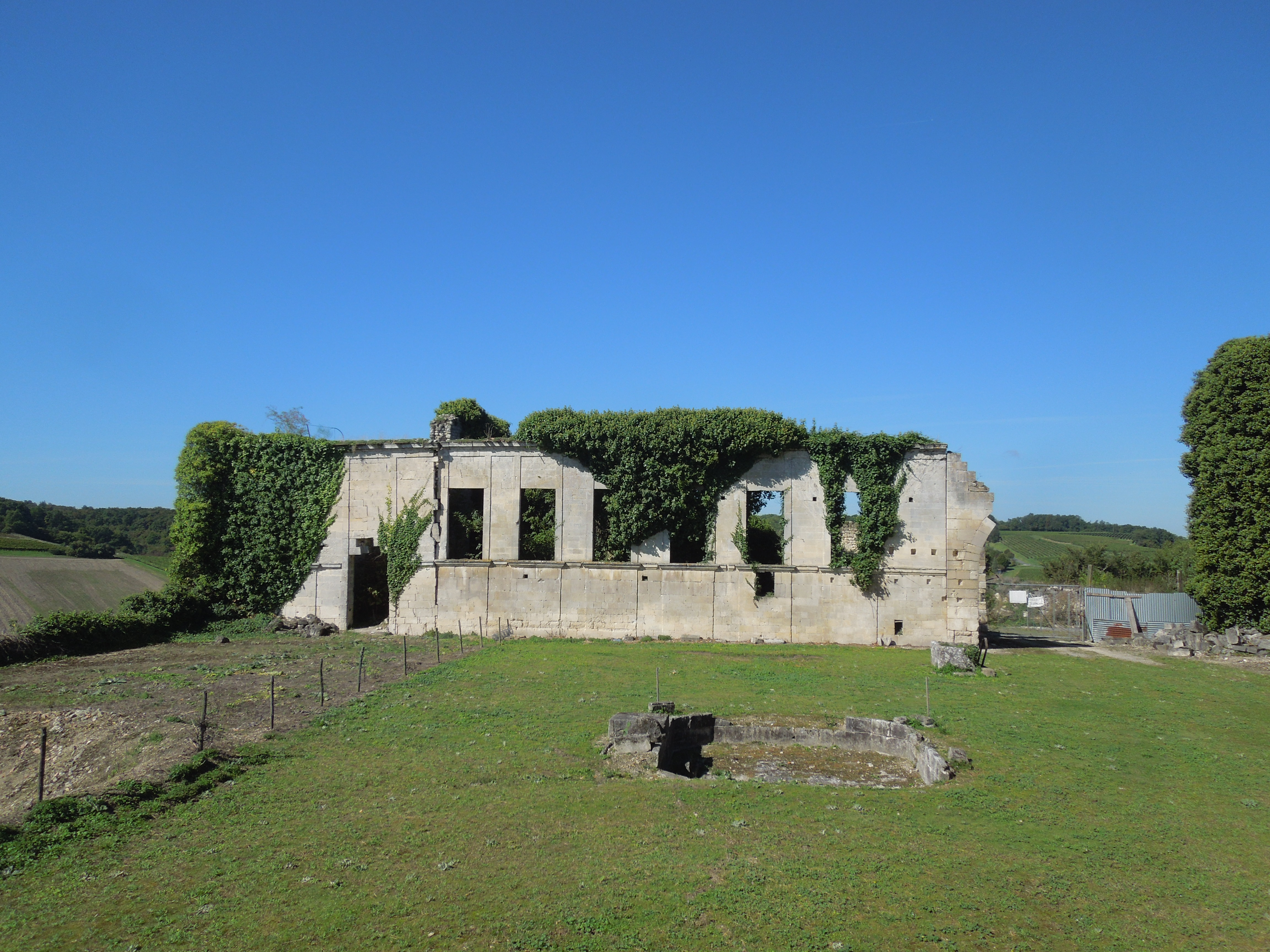
Innenhof und Ostflügel